# Koaxialrotorer

Animation av roterande koaxialrotorer

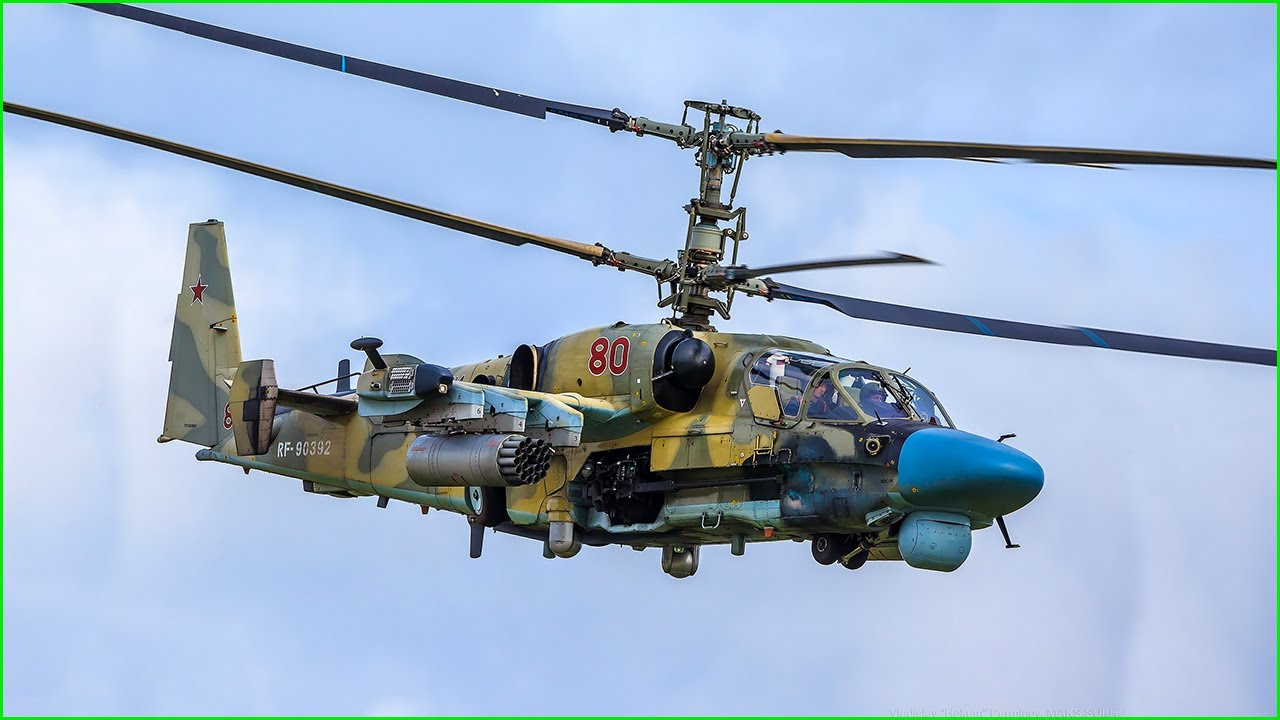
Kamov Ka-52

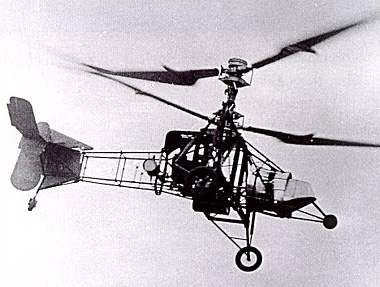
Gyroplane Laboratoire från Breguet/Dorand, 1933

Koaxialrotorer är ett par av rotorer för helikoptrar, som är monterade med den ena ovanpå den andra på samma roterande axel, men med rotation i motsatta riktningar (koaxial motrotation).  
Ett av problemen med en enda uppsättning av rotorblad är den vridkraft som helikopterkroppen för i den riktning som är motsatt rotorbladens. På en helikopter med en enda huvudrotor motverkar stjärtrotorn den av huvudrotorn orsakade vridningen och kontrollerar helikopterkroppens rotation. Koaxialrotorer löser detta problem genom att de båda rotorernas vridkraft tar ut varandra.

## Historik
Idén med koaxialrotorer framfördes först av Mikhail Lomonosov, som 1754 utarbetade en liten helikoptermodell med koaxialrotorer, som han förevisade för Rysslands Vetenskapsakademi.
År 1859 utfärdade Storbritanniens patentmyndighet det första helikopterpatentet till Henry Bright för dennes konstruktion med koaxialrotorer.
Två föregångsmodeller till helikoptrar, den av Corradino D'Ascanio (1891–1981) byggda D'Ascanio–Trojani D'AT3 från 1930 och det av Louis Breguet byggda Gyroplane Laboratoire från mitten av 1930-talet, hade båda koaxialrotorer.

## Exempel på helikoptrar med koaxialrotorer
- Hiller XH-44
- Kamov Ka-25
- Kamov Ka-26
- Kamov Ka-27
- Kamov Ka-52
- Kamov Ka-226

## Bildgalleri

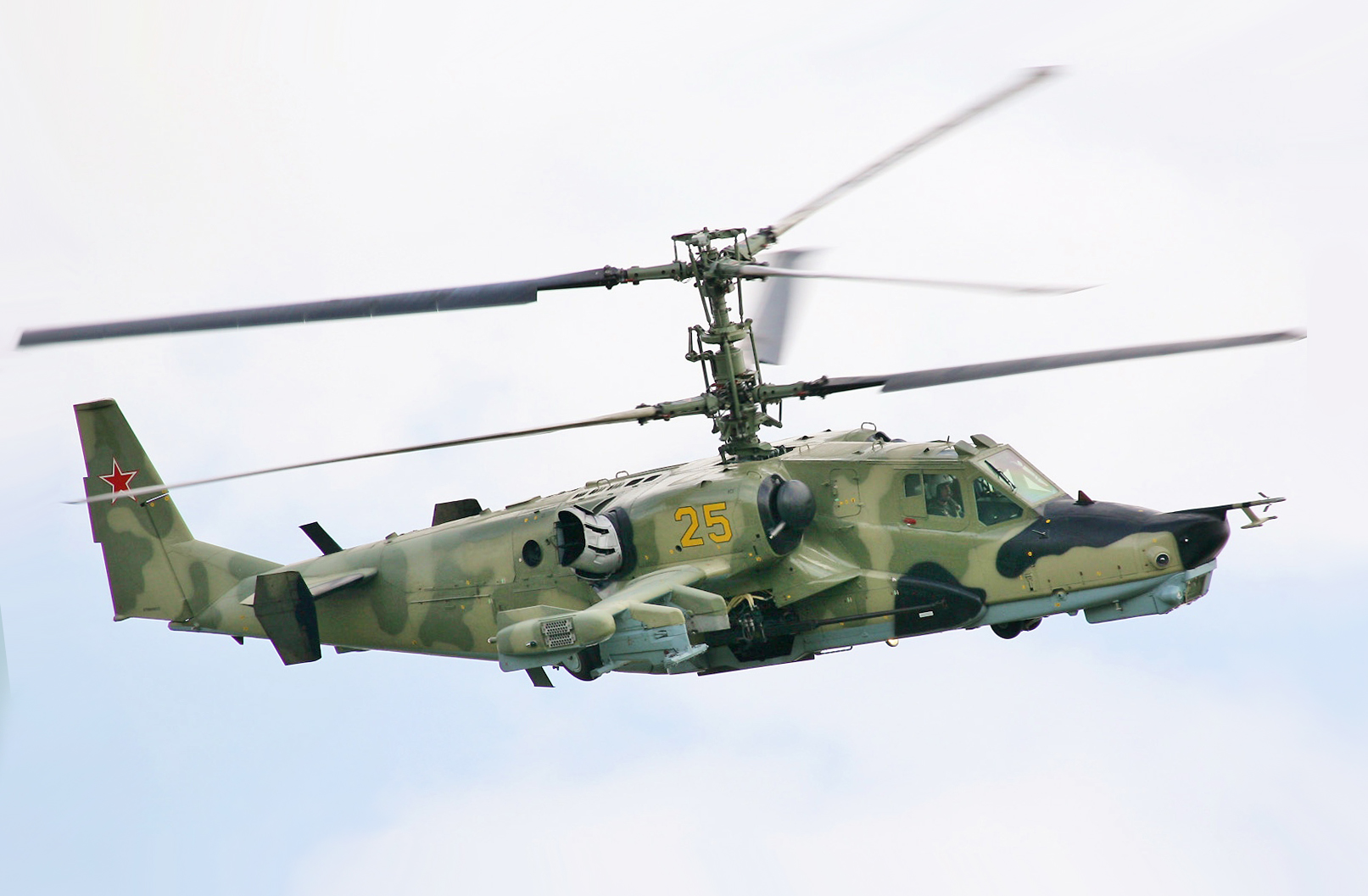
Kamov Ka-50
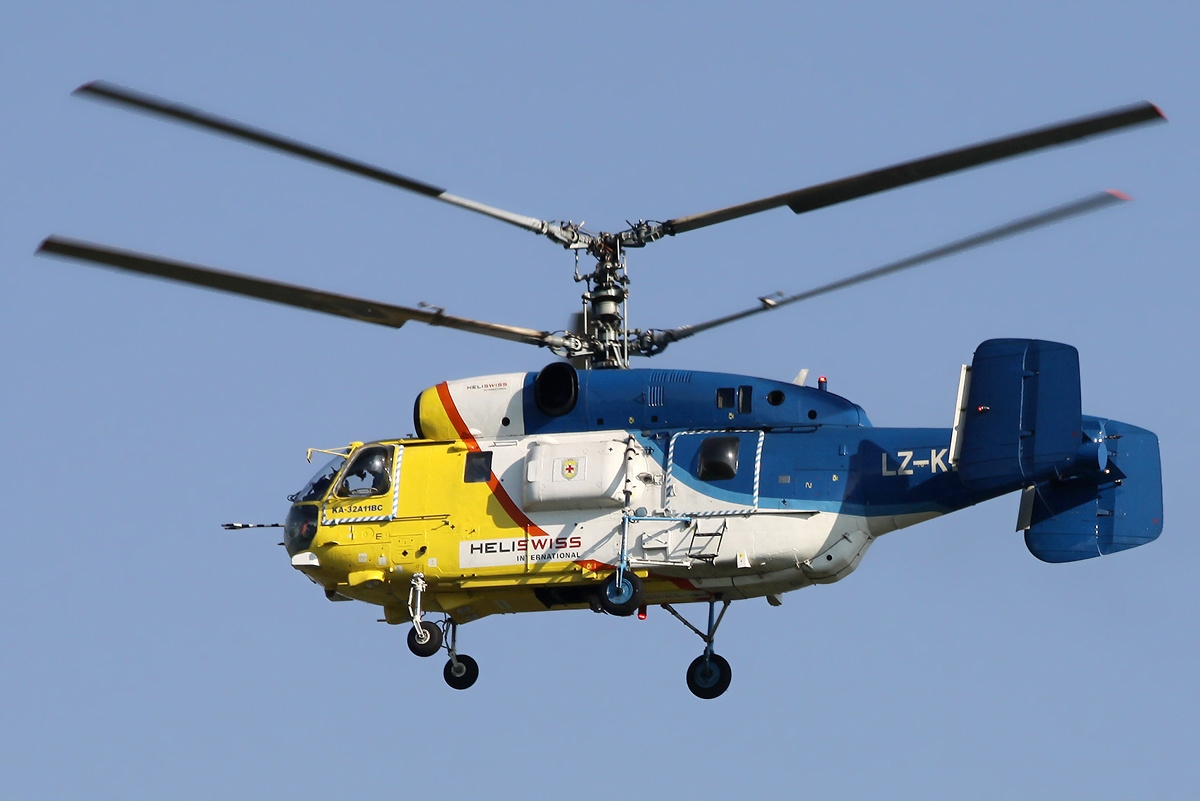
Kamov Ka-32
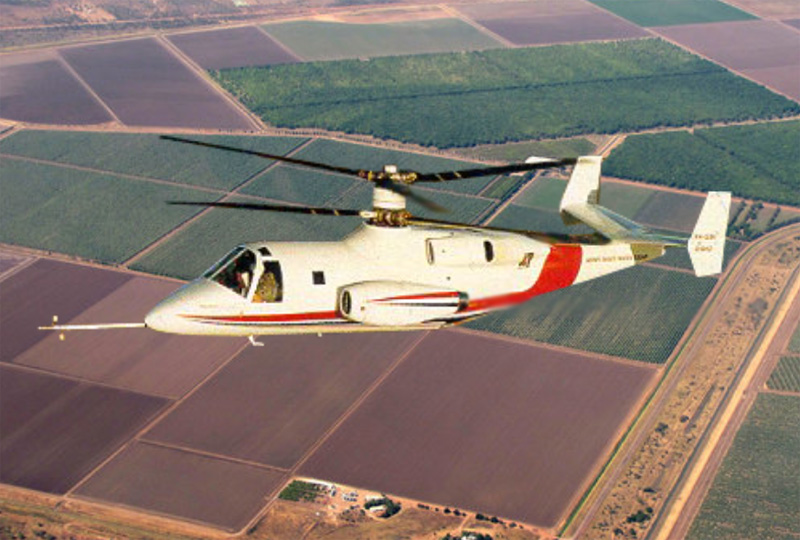
Sikorsky XH-59A
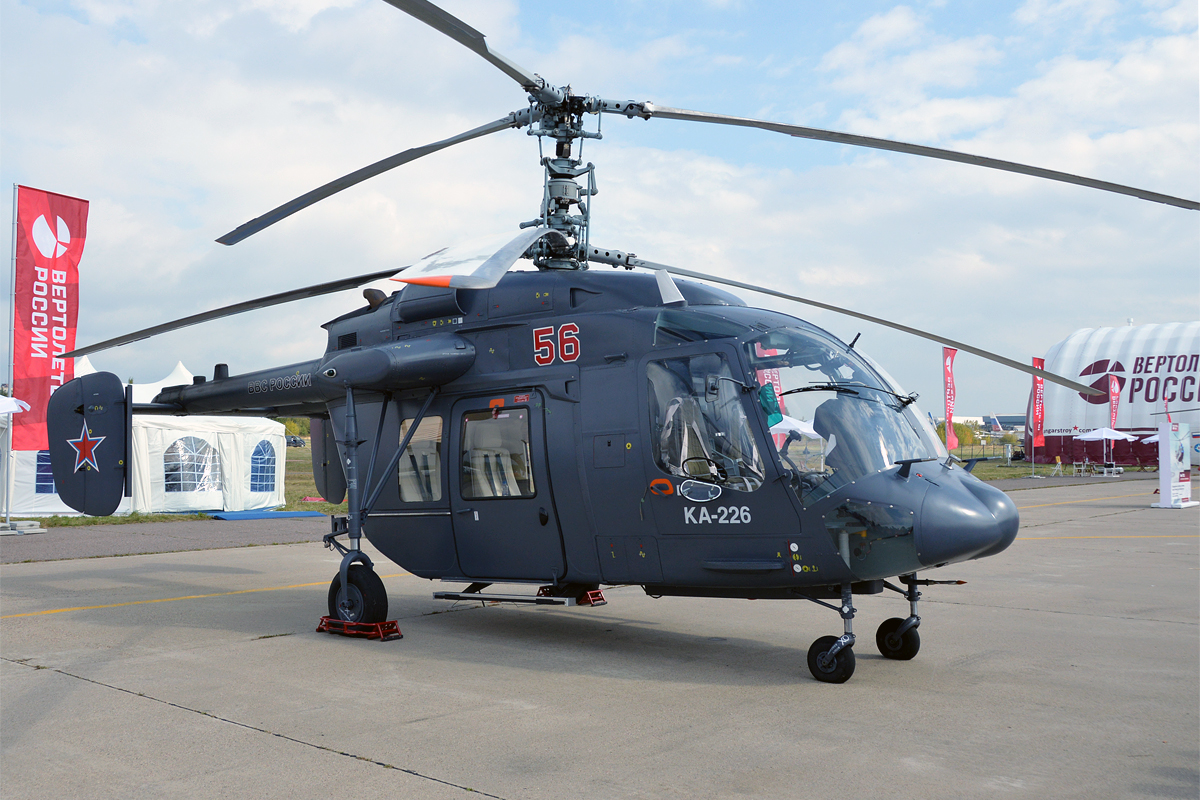
Kamov Ka-226
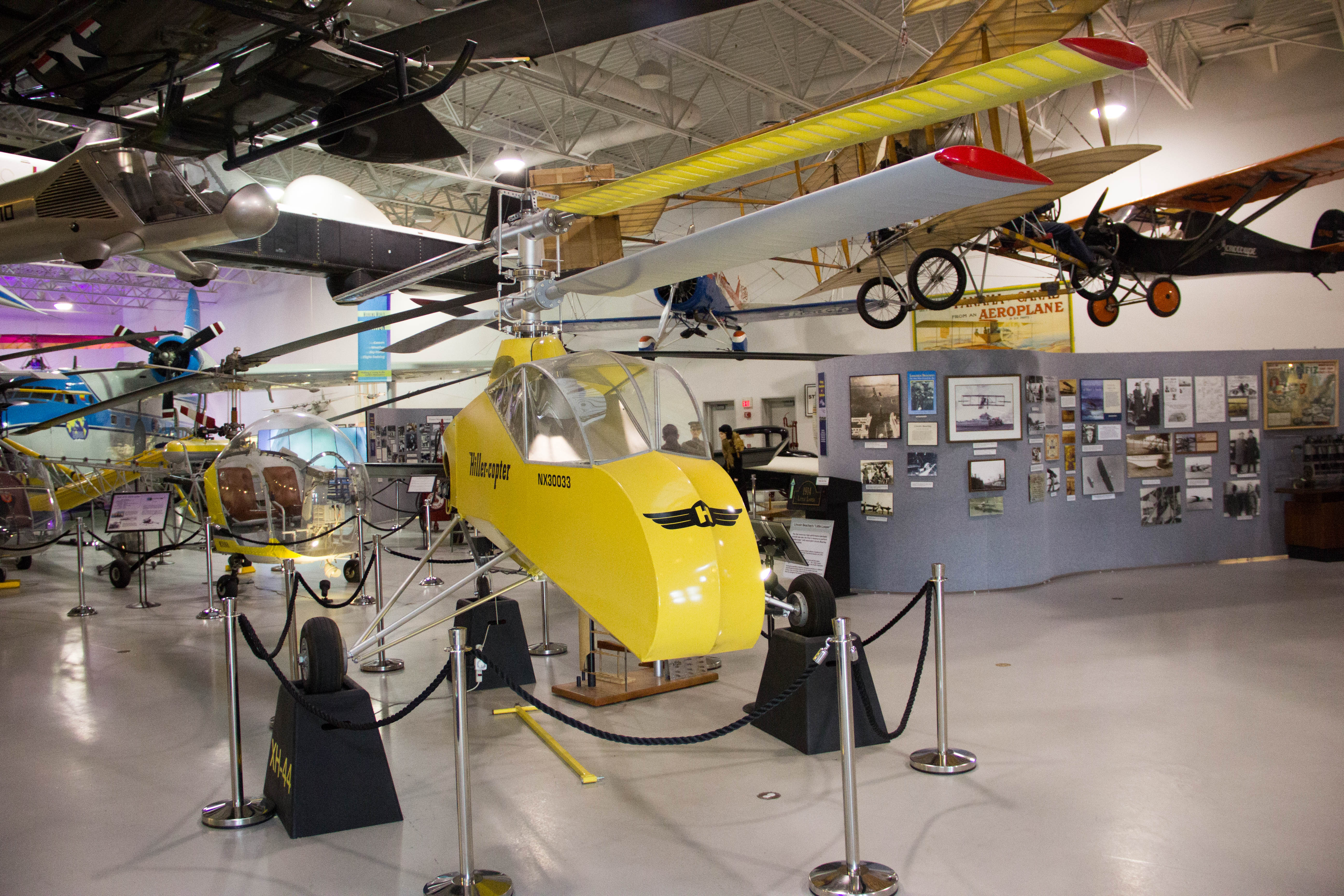
Hiller XH-44
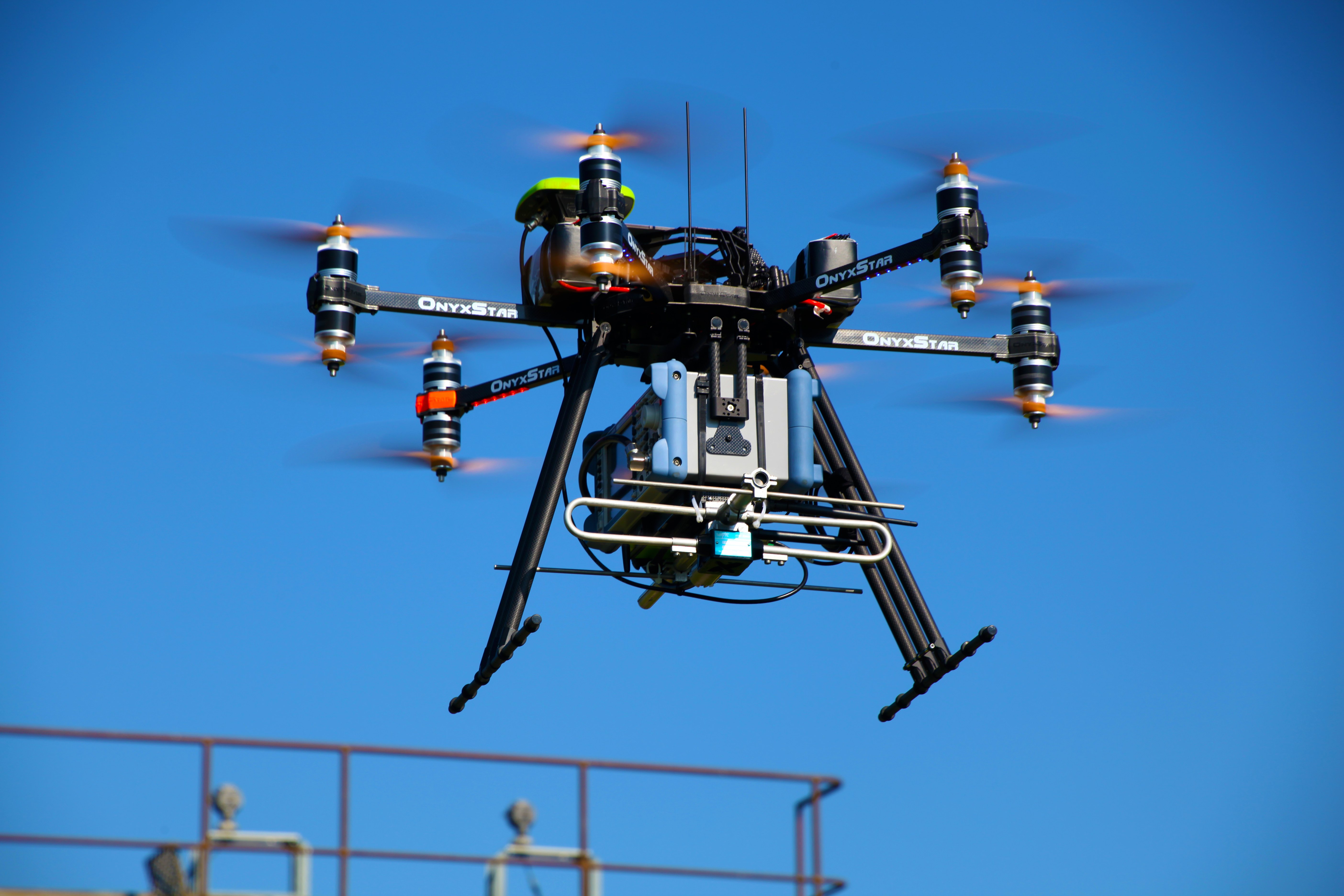
Koaxialhexakoptern OnyxStar Hydra-12
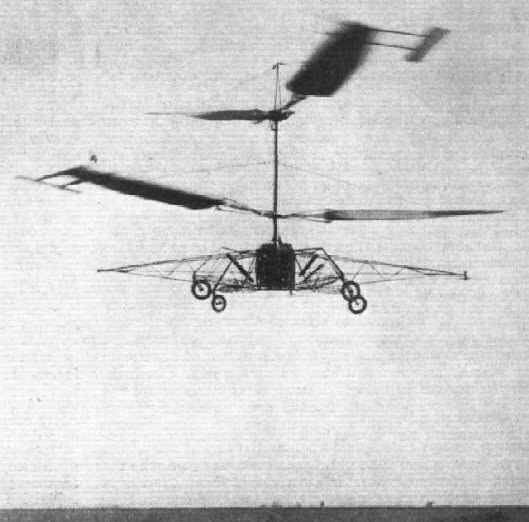
D'Ascanio–Trojani D´AT3, 1930